# Platystele propinqua
Platystele propinqua là một loài thực vật có hoa trong họ Lan. Loài này được (Ames) Garay miêu tả khoa học đầu tiên năm 1968.